# Namcze Barwa
Namcze Barwa (tyb. གནམས་ལྕགས་འབར་བ།, w oficjalnej transkrypcji: Namjagbarwa, w transliteracji Wyliego: gnam lcags 'bar ba; chiń.: 南迦巴瓦峰, Nánjiābāwǎ Fēng) – szczyt we wschodniej części Himalajów, w Chinach. Wznosi się na wysokość 7782 m n.p.m. Jest dwudziestym ósmym szczytem Ziemi pod względem wysokości bezwzględnej, dziewiętnastym pod względem wybitności oraz najdalej na wschód położoną górą o wysokości powyżej 7600 m. Zachodnia ściana góry ma ponad 3 kilometry wysokości.
Pierwszego wejścia na szczyt dokonali członkowie połączonej ekspedycji japońsko-chińskiej: Kazuo Yamamoto, Tōichirō Mitani, Hiroshi Aota, Atsushi Yamamoto i Masanori Satō z Japonii oraz Sang Zhu, Jiabu, Cirenduoji, Bianba Zaxi, Da Qimi i Da Qiong z Chin. W sumie na szczycie stanęło jedenastu wspinaczy, wszyscy oprócz dwóch członków ekspedycji: Tsuneo Shigehiro, który nie atakował szczytu oraz Hiroshi Ōnishi, który zginął w lawinie w poprzedniej próbie zdobycia szczytu w 1991 r.